# Marin Premeru
Marin Premeru (29. kolovoza 1990.) hrvatski je atletičar, koji se natječe u bacanju kugle i bacanju diska. Njegov osobni rekord u bacanju diska iznosi 62,10 m i 19,80 m u bacanju kugle. S hitcem od 22,79 metara, Premeru drži treći najbolji hitac u bacanju kugle (5 kg).
Ivan Ivančić bio je Marinov osobni trener.

## Vanjske poveznice
- Marin Premeru na iaaf.org